# Megachile ramera
Megachile ramera är en biart som beskrevs av Cockerell 1918. Megachile ramera ingår i släktet tapetserarbin, och familjen buksamlarbin. Inga underarter finns listade i Catalogue of Life.